# Louise de Bade (1811-1854)
 (avril 2013).
Si vous disposez d'ouvrages ou d'articles de référence ou si vous connaissez des sites web de qualité traitant du thème abordé ici, merci de compléter l'article en donnant les références utiles à sa vérifiabilité et en les liant à la section « Notes et références ».
Louise Amélie Stéphanie de Bade, née le 5 juin 1811 à Schwetzingen (dans le grand-duché de Bade) et morte le 19 juillet 1854 à Karlsruhe (alors dans le grand-duché de Bade), est une princesse de Bade, devenue princesse de Vasa après son mariage.

## Famille
Louise de Bade est l'aînée des enfants de Charles II de Bade (1786-1818), grand-duc de Bade, et de Stéphanie de Beauharnais (1789-1860).
Son père est le petit-fils et successeur de Charles Ier de Bade (1728-1811), successivement Margrave (1771), Électeur (1803) puis Grand-duc (1806) de Bade, en récompense de son soutien à la cause de Napoléon Ier.
Sa mère est la fille de Claude de Beauharnais (1756-1819), comte des Roches-Baritaud et futur pair de France, et d'Adrienne de Lezay-Marnésia (1768-1791). De par son père, elle est la nièce par alliance de Joséphine, impératrice des Français, qui l'adopta.
Elle est la sœur aînée de Joséphine de Bade (1813-1900), d'Alexandre de Bade (1816-1817), et de Marie-Amélie de Bade.
En 1812 naît son frère, héritier de la Maison de Bade. Cependant, l'enfant meurt au cours de l'année dans des conditions étranges, créant des soupçons sur une substitution infantile. Un autre fils naît, quatre ans plus tard, mais il ne survit pas.
En 1828, apparaît un adolescent, Kaspar Hauser (1812-1833), aux origines obscures. Des rumeurs le présentent comme le fils aîné, présumé mort, de Charles II. Il est assassiné cinq ans plus tard dans des conditions aussi mystérieuses que sa naissance.

## L'avènement des Hochberg
Influencé dès son plus âge par son oncle Louis (1763-1830) qui l'entraîne dans la débauche, le père de Louise, Charles II, meurt prématurément en 1818, sans héritier direct. Son oncle lui succède alors sous le nom de Louis Ier de Bade.
Après sa mort, le 30 mars 1830, célibataire et sans enfants, met fin à la Maison de Bade-Durlach. Le duché de Bade revient à Léopold Ier (1790-1852), fils de Charles Ier de Bade et de son épouse morganatique Louise de Geyer de Geyersberg (1769-1820), d'abord baronne puis comtesse de Hochberg, et donc demi-frère de Louis Ier. Faute d'héritier direct, celui-ci a reconnu peu avant sa mort que les Hochberg sont aptes à lui succéder.
Devenue veuve à 29 ans, la grande-duchesse douairière Stéphanie se retire à Mannheim, loin de la cour de Karlsruhe et du nouveau grand-duc. Des mariages sont organisés au sein de la Maison de Bade afin de consolider la légitimité du futur Léopold Ier. Ainsi, le grand-duc Louis Ier se tourne vers Frédérique de Bade, ancienne reine-consort de Suède, dont l'époux a été détrôné en 1809, et qui vit à la Cour de Bade. Léopold épouse le 25 juillet 1819 la fille aînée de celle-ci, Sophie de Holstein-Gottorp (1801-1865), princesse de Suède.
Quant au frère de Sophie, Gustave de Holstein-Gottorp (1799-1877), prince de Suède, il épouse Louise de Bade, le 9 novembre 1830, avec l'assentiment de la grande-duchesse douairière Stéphanie, soucieuse du bon devenir de ses filles.

## Mariage

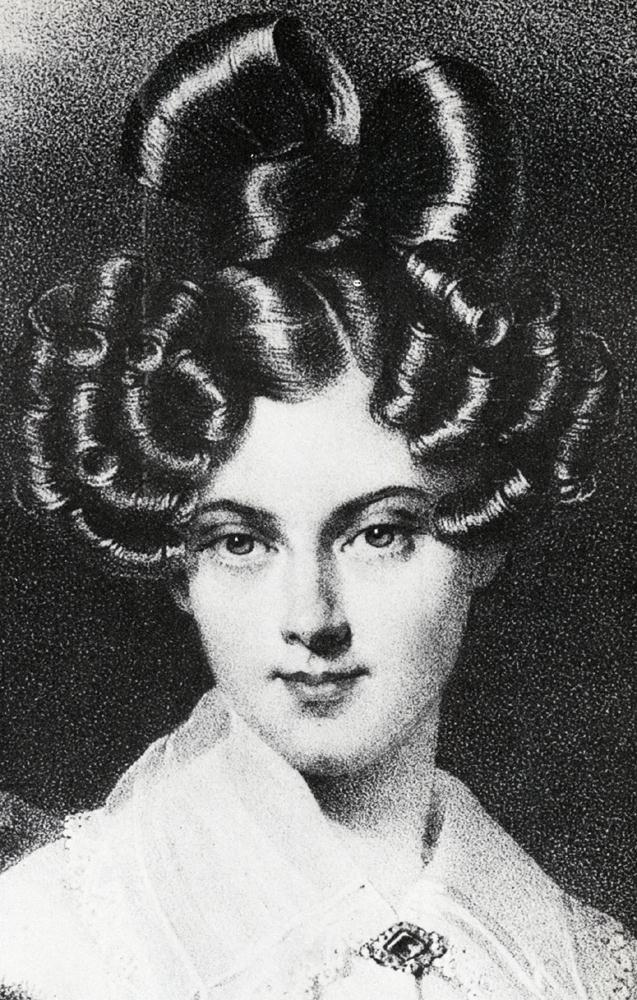
Louise de Bade, princesse de Vasa (1840)

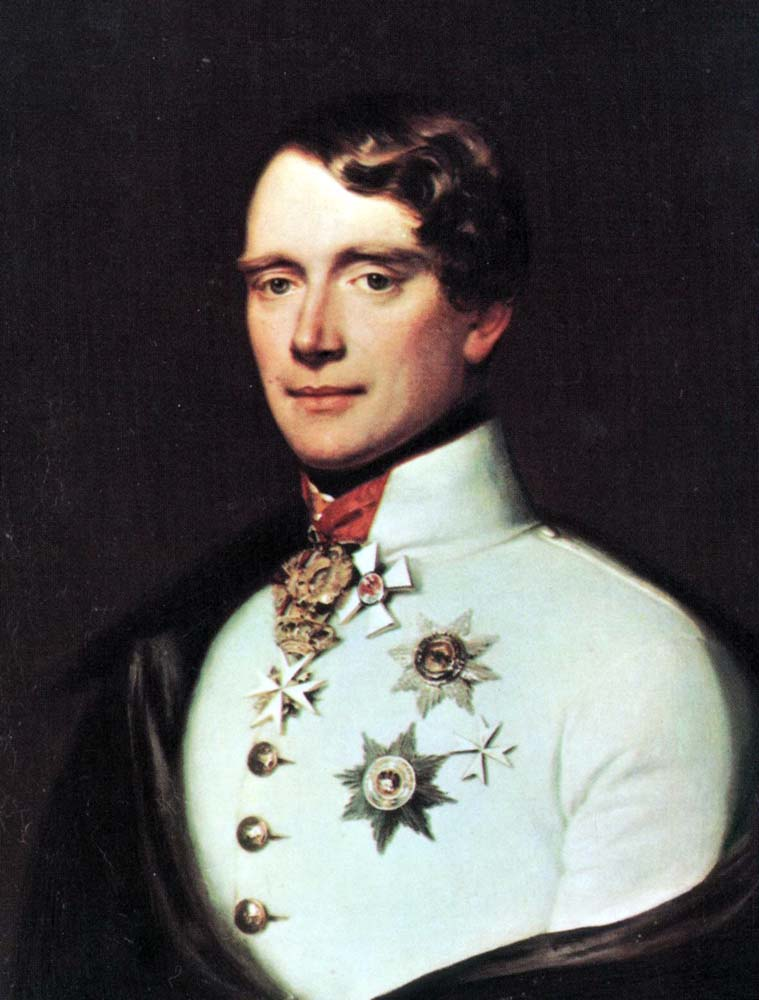
Gustave, prince de Vasa (1830

Gustave, exclu comme son père du trône suédois, est devenu officier autrichien. Sur les conseils de l'empereur François Ier d'Autriche, il ne se présente pas comme le prétendant du trône de Suède mais accepte le titre de courtoisie de prince de Vasa, créé pour lui en 1829, d'après le nom du premier roi de Suède.
Le mariage est célébré à Karlsruhe. Le couple s'installe ensuite auprès de la famille impériale dont ils sont de proches parents et vit à Vienne, au château de Schönbrunn et au Palais Modena. Ils ont deux enfants, un fils Louis (1832-1832) et  une fille Carola de Vasa (1833-1907).
Malgré la médiation de la grande-duchesse douairière Stéphanie, le couple ne dure pas. Les époux ne s'entendent pas, se trompent mutuellement et finissent par divorcer en 1844.

## Fin de vie
En 1852, sa fille Carola de Vasa se convertit au catholicisme, sans l'accord de son père. La même année, réputée pour sa beauté, Carola est demandée en mariage par Napoléon III, empereur des Français et cousin de sa grand-mère, mais son père refuse au motif que la France lui semble être un pays politiquement instable.
En 1853, la princesse Carola fait un mariage d'inclination avec Albert de Saxe (1828-1902), prince-héritier puis roi de Saxe.
En 1854, la princesse Louise s'éteint à Karlsruhe, assistée par sa mère. Elle n'était âgée que de  43 ans. Sa dépouille est inhumée à Sigmaringen où habite sa sœur Joséphine, princesse de Hohenzollern.
En 1881, le futur Gustave V de Suède épouse la princesse Victoria de Bade, petite-nièce de Louise. La princesse de Bade apporte aux Bernadotte le sang des Vasa et la réconciliation qui permet en 1884, que les restes du prince Gustave soient transférés auprès de ceux de son père dans la crypte située sous l'église de Riddarholmen de Stockholm.